# Bafatá
Bafatá és una ciutat al centre de Guinea Bissau, capital de la regió de Bafatá coneguda com el lloc de naixement d'Amílcar Cabral, líder independentista i fundador del PAIGC. La ciutat té una població propera als 30 mil habitants amb dades del 2009. És la capital de la regió de Bafatá, així com la seu de la diòcesi catòlica romana de Bafatá, que es va establir el març de 2001 amb Carlos Pedro Zilli com a bisbe.
Bafatá és conegut per la fabricació de maons. A la dècada de 1880 era un centre comercial establert per als portuguesos, que també van popularitzar la ciutat per altres productes com cacauets, bestiar, pells, tèxtils i sal.

## Geografia
A la ciutat hi ha l'aeroport de Bafatá, una pista d'aterratge i un hospital regional. Hi ha un hotel, el Bafatá Apartamento Imel. El restaurant Ponto de Encontro serveix cuina portuguesa. Els boscos dels voltants destaquen per les seves poblacions de micos i antílops, i Maimama Cape, propietat d'un capverdès, organitza excursions per visitar els animals per als turistes. El poble es troba sense manteniment; els carrers contenen males herbes i asfalt esquerdat. Algunes de les principals avingudes s'anomenen Bissau, Brasil i Guaiana.

## Clima
Bafatá té un clima de sabana tropical, segons la classificació de Köppen Aw, no diferent de Bissau encara que aproximadament un terç més sec en general i substancialment més calorós durant les tardes a causa de la seva ubicació a l'interior. Com a tota Guinea Bissau, hi ha dues estacions extremadament contrastades: una estació seca de novembre a maig amb vents harmattan amb pols i sufocant, temps sense pluja i una estació humida monsònica de juny a octubre amb pluges de tempestes intenses gairebé cada dia i calor, el que configura unes condicions incòmodes d'humitat.

## Esports
L'equip local Sporting Clube de Bafatá juga a la lliga de Guinea Bissau de futbol.

## Galeria

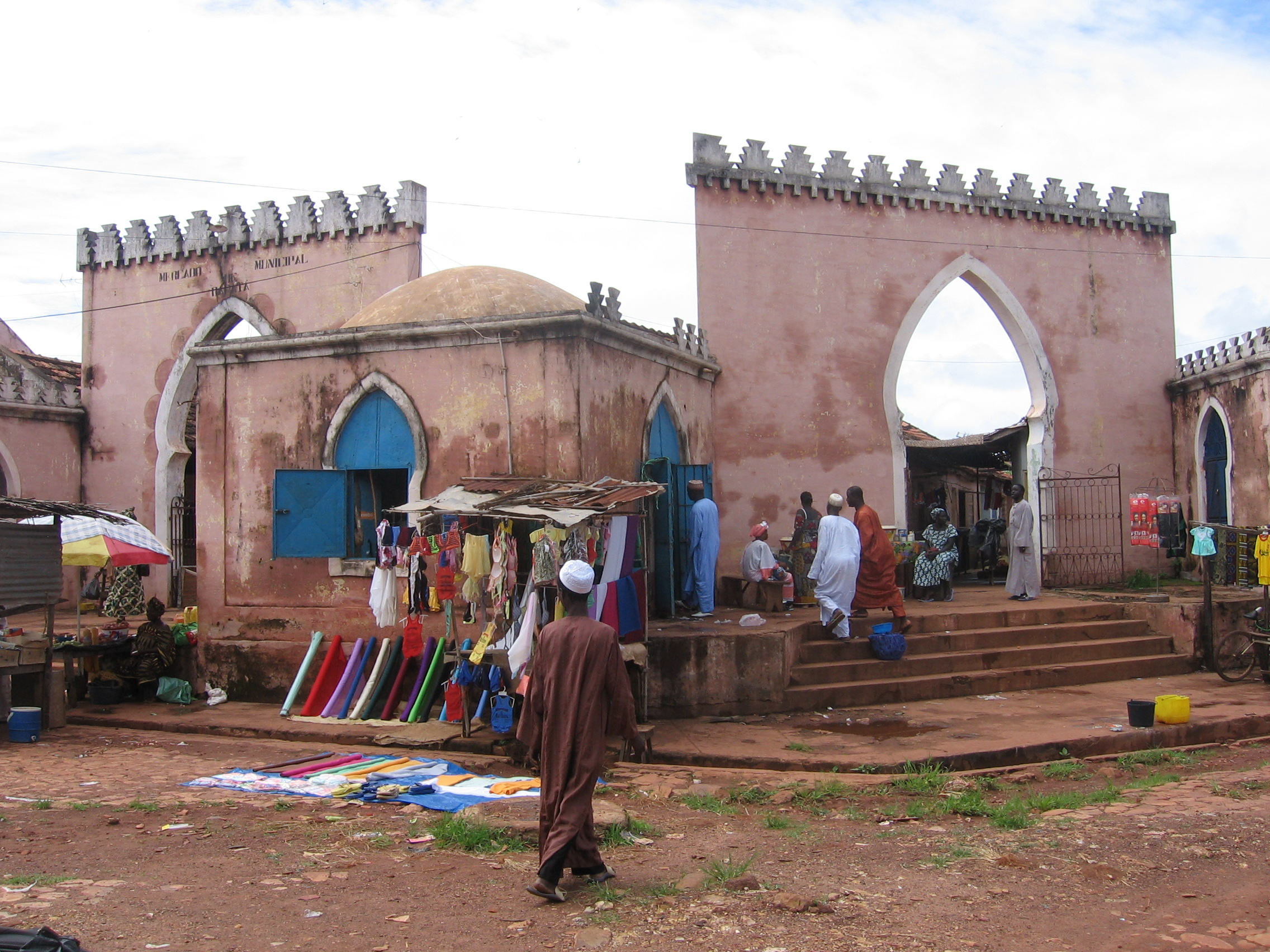
Antic mercat de Bafatá
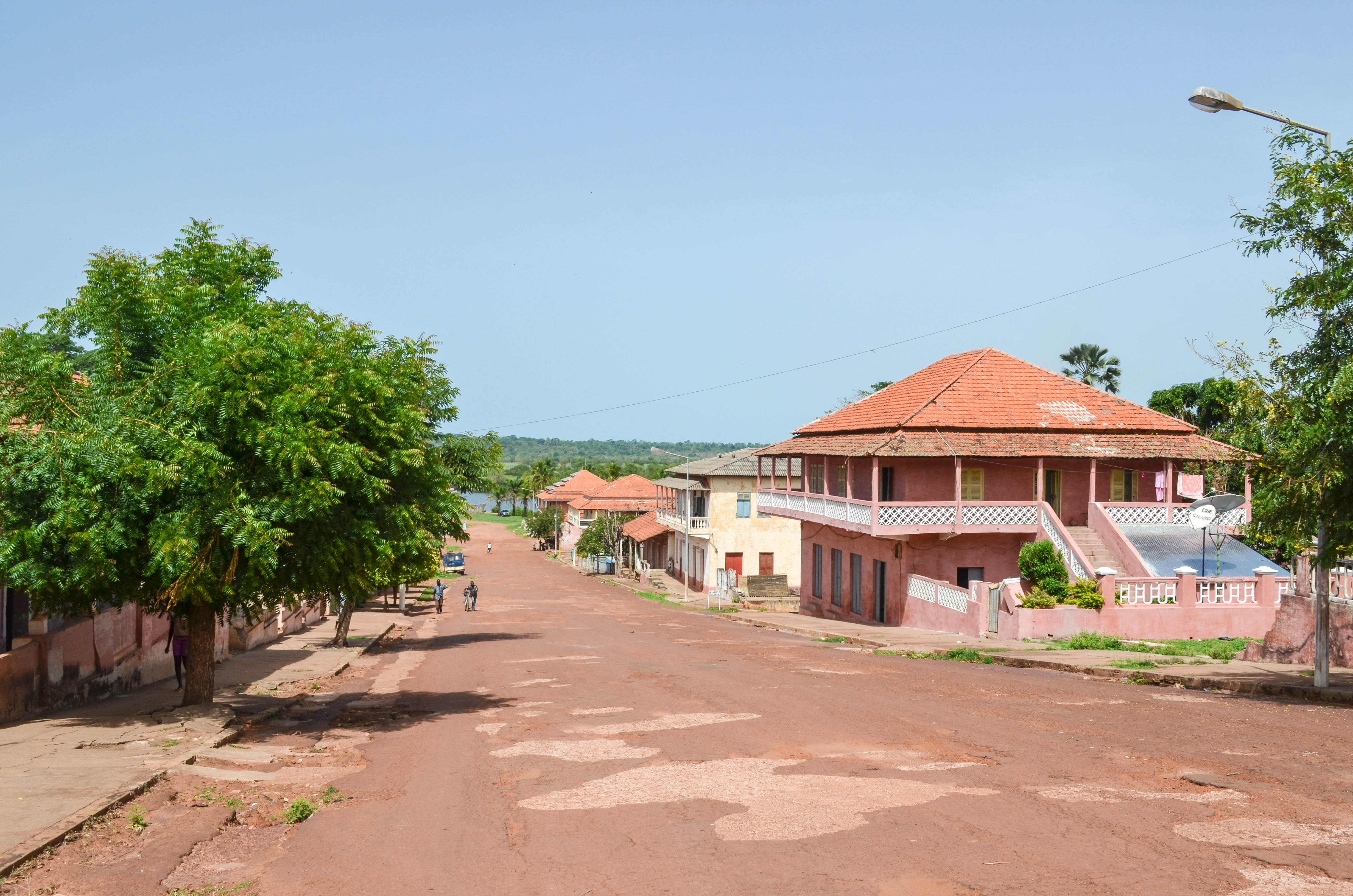
Carrer residencial Bafatá
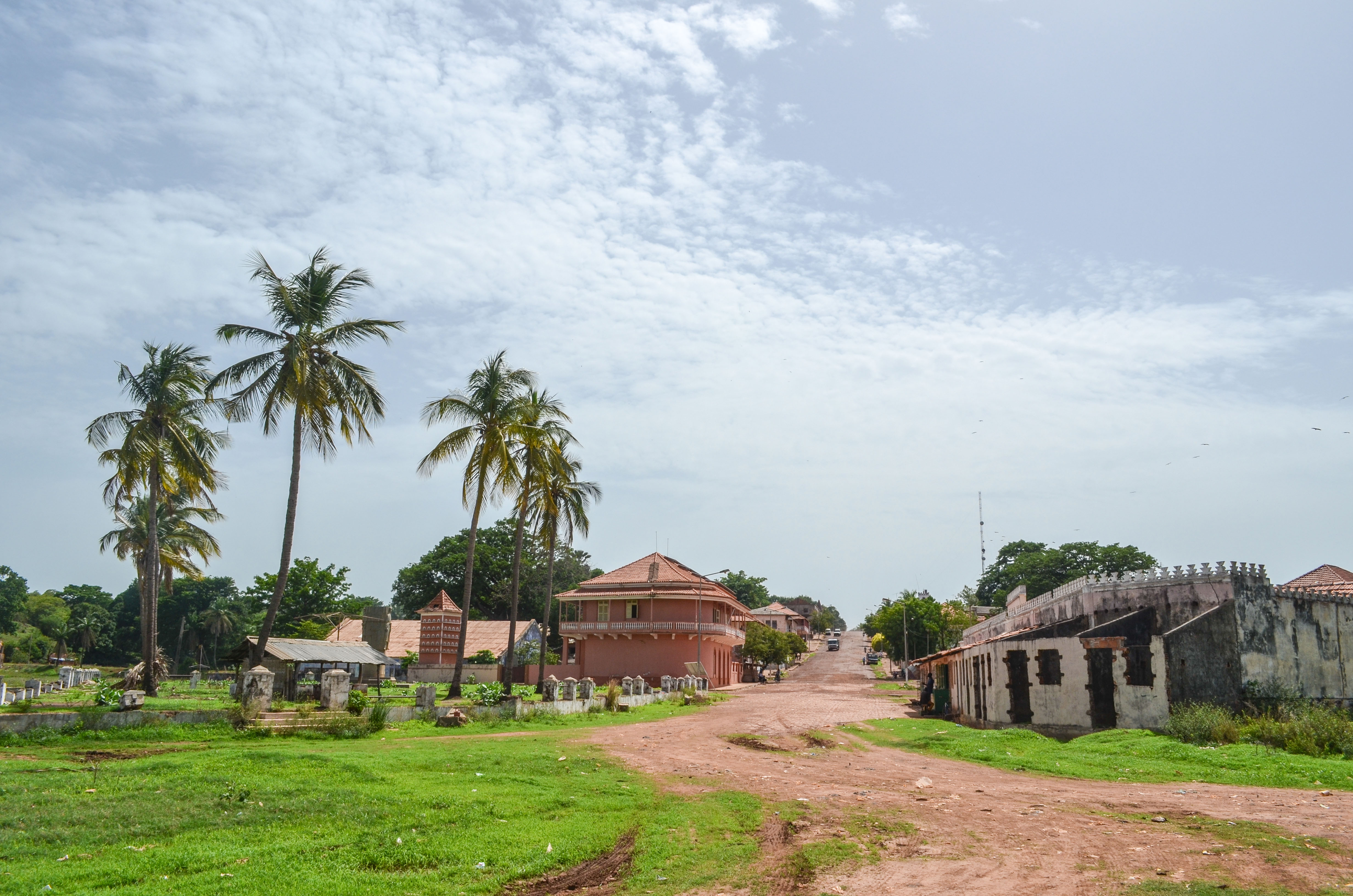
Cementiri de Bafatá
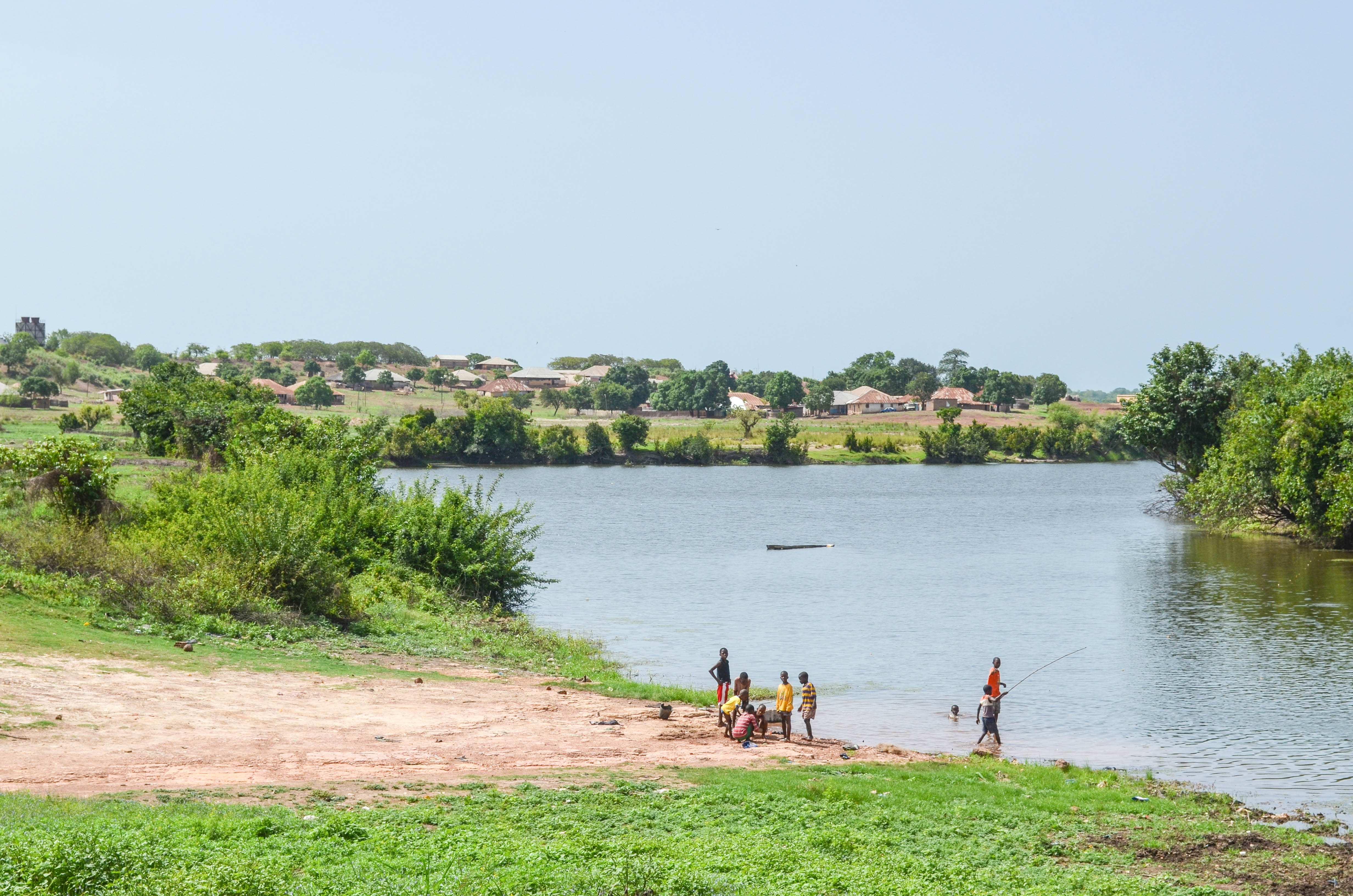
Infants jugant i pescant al riu